# Comuna Feleacu, Cluj
Feleacu (în maghiară Erdőfelek, în germană Fleck) este o comună în județul Cluj, Transilvania, România, formată din satele Casele Micești, Feleacu (reședința), Gheorghieni, Sărădiș și Vâlcele.

## Demografie
Componența etnică a comunei Feleacu
     Români (72,58%)
     Maghiari (19,3%)
     Alte etnii (1,39%)
     Necunoscută (6,73%)
Componența confesională a comunei Feleacu
     Ortodocși (59,93%)
     Reformați (14,97%)
     Penticostali (5,76%)
     Romano-catolici (4,09%)
     Greco-catolici (1,74%)
     Fără religie (1,53%)
     Baptiști (1,21%)
     Alte religii (1,97%)
     Necunoscută (8,8%)
Conform recensământului efectuat în 2021, populația comunei Feleacu se ridică la 5.693 de locuitori, în creștere față de recensământul anterior din 2011, când fuseseră înregistrați 3.923 de locuitori. Majoritatea locuitorilor sunt români (72,58%), cu o minoritate de maghiari (19,3%), iar pentru 6,73% nu se cunoaște apartenența etnică. Din punct de vedere confesional, majoritatea locuitorilor sunt ortodocși (59,93%), cu minorități de reformați (14,97%), penticostali (5,76%), romano-catolici (4,09%), greco-catolici (1,74%), fără religie (1,53%) și baptiști (1,21%), iar pentru 8,8% nu se cunoaște apartenența confesională.

## Politică și administrație
Comuna Feleacu este administrată de un primar și un consiliu local compus din 13 consilieri. Primarul, Gabriel Victor Costea[*], de la Partidul Național Liberal, este în funcție din 2016. Începând cu alegerile locale din 2024, consiliul local are următoarea componență pe partide politice:
|  | Partid                                 | Consilieri | Componența Consiliului | Componența Consiliului | Componența Consiliului | Componența Consiliului | Componența Consiliului | Componența Consiliului |
|  | -------------------------------------- | ---------- | ---------------------- | ---------------------- | ---------------------- | ---------------------- | ---------------------- | ---------------------- |
|  | Partidul Național Liberal              | 6          |                        |                        |                        |                        |                        |                        |
|  | Alianța Dreapta Unită                  | 3          |                        |                        |                        |                        |                        |                        |
|  | Uniunea Democrată Maghiară din România | 3          |                        |                        |                        |                        |                        |                        |
|  | Partidul Social Democrat               | 1          |                        |                        |                        |                        |                        |                        |

### Evoluție istorică
Evoluția populației de-a lungul timpului:
| Recensământ Anul / Total loc. | Români | Maghiari | Germani | Romi | Alte etnii |
| ----------------------------- | ------ | -------- | ------- | ---- | ---------- |
| 1850 - 2.049                  | 934    | 976      | 3       | 126  | 10         |
| 1880 - 2.312                  | 943    | 1.158    | 5       |      | 206        |
| 1890 - 4.423                  | 2.873  | 1.432    | 5       |      | 113        |
| 1900 - 4.874                  | 3.291  | 1.583    |         |      |            |
| 1910 - 5.604                  | 3.632  | 1.958    | 1       |      | 13         |
| 1920 - 5.397                  | 3.723  | 1.674    |         |      |            |
| 1930 - 5.661                  | 3.917  | 1.742    | 1       |      | 1          |
| 1941 - 5.699                  | 4.104  | 1.571    | 3       |      | 21         |
| 1956 - 5.787                  | 4.192  | 1.581    |         | 14   |            |
| 1966 - 5.549                  | 4.060  | 1.485    | 1       |      | 3          |
| 1977 - 5.883                  | 4.363  | 1.516    |         |      | 4          |
| 1992 - 4.116                  | 2.971  | 1.137    |         | 8    |            |
| 2002 - 3.810                  | 2.798  | 974      |         | 34   |            |
| 2011 - 3.923                  | 2.833  | 894      |         | 99   |            |

Feleacu, Cluj - evoluția demografică

|  | Graficele sunt indisponibile din cauza unor probleme tehnice. Mai multe informații se găsesc la Phabricator și la wiki-ul MediaWiki. |

Date: Recensăminte sau birourile de statistică - grafică realizată de Wikipedia

## Atracții turistice
- Biserica ortodoxă „Adormirea Maicii Domnului” din satul Feleacu, construcție secolul al XVI-lea
- Biserica ortodoxă din satul Vâlcele, construcție 1922
- Biserica romano-catolică din satul Gheorghieni, construcție secolul al XV-lea, monument istoric
- Situl arheologic „Dealul Cetății” de la Gheorghieni
- Situl arheologic „Pusta Grofului” de la Gheorghini
- Tumulii preistorici de la Vâlcele
- Așezare din epoca romană de la Vâlcele
- Rezervația naturală „Fânațele Clujului”
- Rezervația naturală „Valea Morilor”
- Făgetul Clujului - Valea Morii (sit de importanță comunitară inclus în rețeaua europeană Natura 2000 în România).
- Pârtia de schi din satul Feleacu

## Companii cu sediul în Feleacu
- Sere Transilvania - cel mai mare producător de sere și solarii profesionale din România.

## Personalități născute aici
- Ștefan Micle (1817 - 1879), pedagog și fizician, profesor universitar la Iași, soțul Veronicăi Micle.